# Københavns belejring (1658-1660)
 For alternative betydninger, se Københavns belejring. (Se også artikler, som begynder med Københavns belejring)
Københavns belejring i 1658-60 var en periode på næsten to år under Anden Karl Gustav-krig hvor København var under belejring af den svenske hær.

## Optakten
Ovenpå freden i Roskilde i februar 1658 ophørte krigshandlingerne, men den svenske konge Karl X Gustav fortrød sin tiltrædelse og besluttede sig for at indtage København en gang for alle.
De første planer gik ganske enkelt på at landsætte den svenske hær på Toldboden i København men det blev vurderet til at være for risikabelt. Andre landsætninger blev overvejet, men det endte med at man besluttede sig for Korsør. Den 7. august dukkede den svenske flåde op medbringende 4400 fodfolk og 1200 ryttere.
Man drog over Sjælland og nåede Valby Bakke den 11. august. På det tidspunkt var byen sat i alarmberedskab, og man arbejdede af al kraft på at forberede sig på angrebet.
Op til krigsudbruddet havde der været presset på fra det københavnske borgerskabs side for at få forskellige privilegier som kunne give mere magt og frihed til byen. Og med et truende angreb blev disse privilegier nu stadfæstet for at sikre borgernes forsvarsvilje. København blev lovet status af stabelstad med tilhørende handelsprivilegier, og der blev lovet nogle gunstigere told- og beskatningsregler.
På det tidspunkt var indbyggertallet omkring 29.000, og der blev hvervet frivillige til kamptjeneste. Der blev indrulleret blandt andet 266 studerende, 115 kræmmersvende og 296 håndværkersvende. Den professionelle hær talte omkring 3000 mand sammen med 3500 mand i borgervæbningen, men hærens træningsstand og sammensætning var ikke specielt god. Men da gruppen talte mange officerer var organiseringen alligevel effektiv. Det nyoprettede Kongens Livregiment tilfods, som i dag består som Livgarden, var den eneste fuldtallige og gennemtrænede gruppe. Byens kommandant var Hans Schack, og han blev bistået af Ulrik Christian Gyldenløve, som kommanderede rytteriet, og Frederik Ahlefeldt, som kommanderede fodfolket.
Byens volde var ikke i den bedste forfatning, men der blev udført hastige forstærkninger og afspærringer. Desuden blev al bebyggelse i byens nærhed brændt af for at hindre at svenskerne kunne angribe i ly af den. Og dette opbud af forsvarsvilje fik den svenske hærledelse til at slå lejr ved Brønshøj og Utterslev, i den såkaldte Carlstad, i stedet for at angribe byen med det samme. I stedet erobredes de ydre forsvarsværker trods beskydning fra voldene, og byen var nu omringet.

## Belejringen
Svenskerne afbrød vandforsyningen som blev ført i rørledninger fra de forskellige søer i omegnen og man forsøgte at tørlægge voldgravene. Drikkevandsforsyningen måtte trække på byens brønde og man etablerede pumper ved Øresund til at give vand til brandslukning efter svenskernes lejlighedsvise bombeangreb.
Den 23. august forsøgte man et større udfald fra København mod Vesterbro-siden, men det blev slået tilbage. Siden var der flere andre lignende udfald som led samme skæbne men som dog tjente til at holde svenskerne i skak og træne og motivere de københavnske soldater.
Spionage var en anden vigtig del af krigsførelsen og det foregik i stor stil begge veje. Både københavnerne og svenskerne var godt orienterede om hinandens planer og troppeflytninger. Derfor omgik man hinanden med en vis mistro og mistænkte spioner blev omgående sat fast eller henrettet.
Som tiden gik blev stemningen i byen mere og mere anstrengt og dalede yderligere den 12. september, da man erfarede at svenskerne havde erobret Kronborg. Svenskernes bombardementer blev intensiveret i september, men deres flåde måtte dog forlade Københavns Red for at imødegå en hollandsk undsættelsesflåde som var undervejs.

## Hollænderne
Den 8. oktober lykkedes det for den svenske konge at foretage en landsætning på Amager og svenskerne erobrede Dragør og Kastrup. Danskerne satte selv Sundbyerne i brand for at de ikke skulle falde i svenskernes hænder. Svenskerne opgav dog at holde øen, da der kom forlydender om den hollandske flådes fremtog. Den 20. oktober rundede hollænderne Skagen, og den 22. var man ved Nordsjælland, og der blev nu givet ordre i København til at forberede indkvartering af de 2.300 hollandske soldater.
Den 29. oktober stødte den hollandske og den svenske flåde sammen i søslag i Øresund. Om eftermiddagen måtte svenskerne indstille modstanden og de trak nu også soldater væk fra København og ud til lejren i Brønshøj. Her forberedte den svenske konge sig på et længere ophold, og lejren blev efterhånden en by, kaldet Carlstad, som var opstået fra talrige plyndringer og regulære nedrivninger i området. Jægersborg Slot stod f.eks. nu uden vinduer og kakkelovne, og mange andre bygninger var blevet tilsvarende raseret.
Hollændernes ankomst var meget kærkommen for byen, da befolkningen var stærkt medtaget af belejringen og de mange angreb. Det blev nu lidt roligere tider i nogle måneder, og fødevareforsyningen blev bedre, selvom svenskerne stadig forhindrede de fleste transporter til lands. Og de nyankomne forstærkninger skulle også forplejes.

## Stormen
Hen over jul og nytår 1658/59 kom der vedholdende informationer om et forestående svensk angreb og det var en hård og kold ventetid med adskillige falske alarmer. I kulden dannede der sig is på vandet, i voldgravene og ved stranden og den is måtte hele tiden brydes op for at forhindre svenskerne i at gå over.
I begyndelsen af februar blev svenskernes angrebsplan afsløret af spioner og man var derfor forberedt på svenskernes første mindre afledningsangreb ved Christianshavn og Slotsholmen den 9. februar om aftenen. Det blev slået tilbage og i tilbagetoget efterlod svenskerne en af deres stormbroer som københavnerne nu vidste var 36 fod lang. Dermed vidste man også, at hvis vågerne i isen var lidt bredere end det, så kunne svenskernes stormbroer ikke nå over.
Hovedangrebet stod natten efter, den 10.-11. februar, hvor hele den svenske styrke forlod Brønshøj. Det københavnske forsvar var forberedt og våben, krudt og mandskab var på plads langs hele volden. Hovedangrebet blev rettet mod Slotsholmen, men de brede våger var vanskelige at passere. Der blev kæmpet over en bred front og københavnerne afviste flere angrebsbølger.
Ved femtiden om morgenen afblæste svenskerne angrebet og trak sig tilbage. Deres tab var massive og skulle tælles i tusinder, fordi kampen nærmest havde formet sig som en massenedskydning, når svenskernes angrebsbølger forsøgte at forcere voldene. De mistede også flere højtstående officerer. De københavnske tab var til gengæld minimale, omkring 30 døde og sårede, og danskerne tog det efterladte krigsbytte, såsom vogne og våben, til sig.

## Blokade
Der blev nu indgået våbenhvile, om ikke andet, så med det praktiske formål at få begravet de døde. Men blokaden var ikke ovre endnu og de næste måneder forsøgte svenskerne at sulte københavnerne ud. Tilstanden i byen nærmede sig hungersnød og samtidig var der vinterkulde. Ved isens opbrud i marts, forsøgte man at sejle forsyninger ind, men svenskerne havde held til at blokere indsejlingen og den blev først brudt den 3. juli 1659, da hollændenes flåde vendte tilbage.

## Fredsslutning
Selvom svenskernes lejr ved Brønshøj blev opretholdt, flyttede centrum for kamphandlingerne til Fyn og Jylland, og samtidig begyndte man på nogle langstrakte forhandlinger om fredsslutning ved hollændernes mellemkomst. I denne periode var der relativt fredeligt i København, men belejringen blev opretholdt og der var stadig spredte træfninger. Den 13. februar 1660 døde den svenske kong Karl X Gustav og det banede vejen for en egentlig fred, som blev underskrevet den 27. maj. Først den 11. juli blev Nørreport åbnet og tre dage senere blev der givet fri adgang til bøndernes markedsvogne.